# República Popular del Kuban

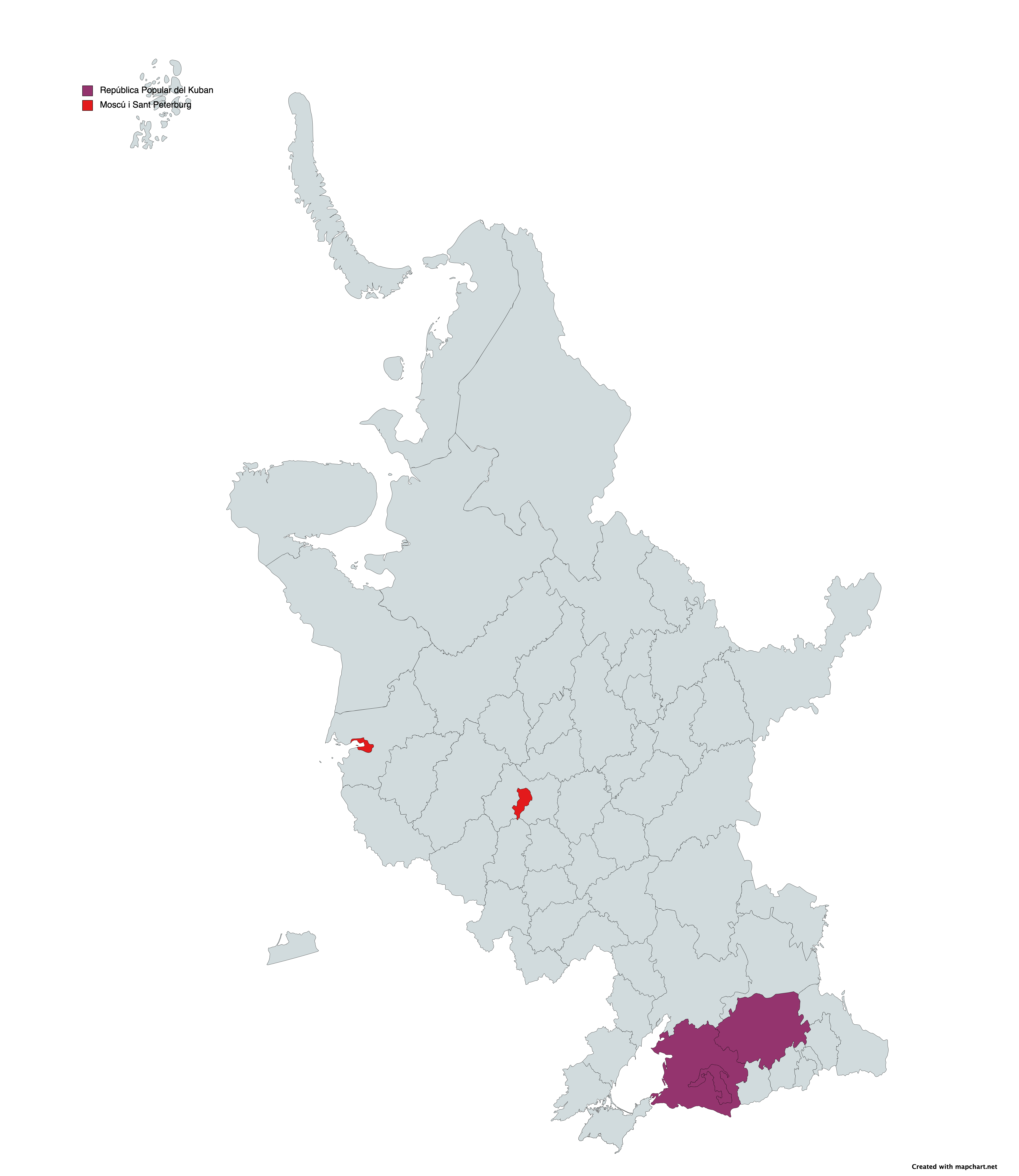
Extensió territorial aproximada de la República Popular del Kuban (lila). En blau les ciutats de Sant Petersburg i Moscou

La República Popular del Kuban (rus Кубанская Народная Республика Kubanskaya Narodnaya Respublika; ucraïnès Кубанська Народна Республiка Kubans'ka Narodna Respublika) fou un estat antiBolxevic durant la Guerra Civil Russa que comprenia l'actual territori del Kuban de la Federació Russa.
La república fou proclamada per la Rada de Kuban el 28 de gener de 1918 i declarava la seva independència completa el 16 de febrer. La República Popular de Kuban inclouria tot el territori de l'anterior regió de Kuban de l'Imperi Rus.

## Història
Vegeu també: Cosacs del Kuban
La regió del Kuban havia estat colonitzada per cosacs i, per tant, diferia dels governs ordinaris (guberniyas); en aquest cas a més les regions occidental de la costa de la Mar Negra estaven sota el cercle de Cosacs de la Mar Negra que descendien de la host del mateix nom ucraïnesa de 1792. Les regions al sud i a l'est fou pels cosacs de la Linía del Caucas, descendents dels cosacs del Don. Els cosacs de Kuban van ser elegits per formar la guàrdia imperial dels tsars i a canvi de la seva lleialtat vivien de manera quasi independent sense pagar impostos i amb altres privilegis. La seva natura militar d'organització es va veure reflectida també en l'organització del govern de la regió, amb els establiments anomenats stanitsa en el lloc dels tradicionals pobles russos; gaudien a més de certa autonomia com l'elecció d'un ataman local o comandant.
Tanmateix, durant les reformes de tsar Alexandre II, la regió de Kuban ja pacifica fou poblada per milers de camperols emigrants des de Rússia, Ucraïna i Armènia. La propietat de la terra va provocar friccions entre cosacs i camperols i algunes vegades va acabar en accions dels cosacs per assegurar la seva propietat.

### Revolució de Febrer
Després de la revolució russa de febrer de 1917 a Petrograd, el poc eficient govern provisional va decidir prorrogar l'antipopular participació de Rússia a la I Guerra Mundial i com a resultat l'exèrcit rus es va començar a descompondre. Les unitats de cosacs del Kuban desertaren les primeres línies i retornaren a casa per protegir les seves llars i famílies d'una invasió turca des del sud.
Sota els tsars els cosacs foren dirigits per un ataman nomenat generalment pel mateix tsar (Nakaznoy Ataman) quasi sempre un expert general no cosac. Després de l'abdicació del tsar el parlament (la Rada de Kuban) es va declarar com l'únic cos administratiu amb la intenció de crear un govern militar que mantingués el control de la regió, i el 7 de juliol es va proclamar l'estat autònom dins de la Federació Russa.

### República Independent del Kuban
Després de la Revolució d'octubre (que per la diferència de calendari fou el novembre), la gent del Kuban es trobà dividida entre uns quants grups. La presidència de la Rada va ser per a Luka Lavrentyevich Bych (11 de novembre). Els camperols no-cosacs estaven majoritàriament influïts pel bolxevics. El 28 de gener de 1918, l'estat del Kuban es proclamava república Popular de Kaban (encara autonoma), i el 16 de febrer de 1918 la Rada proclamava la independència amb relació a Rússia. Però la majoria dels cosacs eren lleials a Rússia, incloent el cap militar ataman Aleksandr Petrovich Filimonov. El general blanc Lavr Kornilov va fer una exitosa ofensiva el març amb el suport dels cosacs i va restablir el control sobre la Rada (14 de març). Llavors els bolxevics van proclamar la República Soviètica del Kuban (13 d'abril) que el 30 de maig es va unir a la república Soviètica de la Mar Negra.
Els cosacs no estaven units. Hi havia disputes que es van manifestar activament el juny, entre els Chernomortsy i els Lineitsy, és a dir entre els cosacs de la Mar Negra i els cosacs de Kuban; els primers es van decantar cap a la completa independència de l'estat de Kuban i els segons encara pensaven en la restauració d'una Rússia unida. El 5 d'agost era ocupada Ekaterinodar i el 16 d'agost la Rada era restablerta i Mikola Stepanovich Ryabovol accedia a la presidència (17 d'agost de 1918)

### Guerra Civil russa
El poble estava descontent amb les lluites sobre el terreny; la idea d'un futur estat cosac era inacceptable per a molts. El cap blanc Anton Ivànovitx Denikin estava cada vegada més descontent amb una Rada cada cop més aïllada, El conflicte final va arribar quan la Rada es va dirigir a Ucraïna per ingressar a una unió federal amb l'hetman Pavló Skoropadskyi, i després de la seva caiguda, entrava en una aliança similar amb la república Democràtica de Geòrgia, mentre els seus enviats estrangers a França pregonaven la seva independència de Rússia. Alguns cosacs abandonaren el govern, i altres fugiren a l'Exèrcit Roig. El 5 de desembre de 1918 Denikin va establir un Consell Territorial de Kuban. La majoria dels cosacs van donar suport a Denikin i van lluitar a les files del seu Exèrcit de Voluntaris de Rússia.
El desembre de 1918 la Rada va enviar a Luka Bych a la conferència de pau de París (que es va fer el 1919) on havia d'anunciar el trencament amb Denikin i demanat suport per la independència.
L'abril la delegació de la Rada feia una crida a l'ajut internacional per un estat de Kuban independent i per defensar-se del bolxevisme, i anunciava al mateix temps el trencament amb Denikin i que ja no tornaria a col·laborar en el futur amb els blancs. Cap d'aquestes propostes va satisfer a la Triple Entente. La República Popular del Kuban fou de iure reconeguda per la república Popular d'Ucraïna, l'Imperi Alemany, l'Imperi Otomà, la república Democràtica de Geòrgia, i la República Muntanyesa del Nord del Caucas.
Denikin, que s'assabentà d'aquesta "punyalada per darrere" el 6 de novembre de 1919, ordenà rodejar l'edifici de la Rada, i amb l'ajut de l'ataman Alexander Filimonov, arrestava deu dels seus membres, incloent-hi el seu primer ministre P. Kurgansky, que fou penjat públicament acusat de traïció.
El desembre de 1919, després de la derrota de Denikin, estava clar que els bolxevics envairien el Kuban, i que alguns dels grups separatistes intentarien restaurar la Rada i separar-se de l'Exèrcit de Voluntaris i lluitar amb el bolxevics en aliança amb altres governs independentistes com la República Popular d'Ucraïna i la República Democràtica de Geòrgia. Tanmateix a primers de 1920 l'Exèrcit Roig ocupava la majoria del Kuban, entrant a Stacropol el 29 de febrer, a Ekaterinodar (Krasnodar) el 17 de març de 1920 i a Sochi i Tuapse el 3 de maig de 1920 quan les forces blanques van capitular. El Consell Territorial del Kuban fou abolit.

## Llegat
Els historiadors russos contemporanis tant soviètics com posteriors veien en la decisió de la República Popular Kuban de trencar amb el Moviment Blanc com una "de punyalada per darrere" en un moment crític durant la Guerra Civil Russa. L'acte es percep com una de les contribucions més importants a la definitiva victòria bolxevic.
Alguns historiadors ucraïnesos sostenen que la República Popular del Kuban era un intent dels cosacs del Kuban d'unir-se amb Ucraïna, citant les diverses aliances de la Rada. L'últim primer ministre de la República Vasil Ivanis deia que si Pavlo Skoropadsky hagués actuat més decisivament enviant una divisió ucraïnesa manada pel general Natiev al Kuban, Ucraïna s'hauria convertit en el nexe principal del moviment antibolxevic. Amb ajut dels Poders Centrals, Ivanis manifesta que podrien fàcilment haver rereclamat tot de Rússia, donat que Aleksandr Kolchak hauria actuat en la mateixa manera a l'est.